# 大霍洛河
大霍洛河（俄語：Река Тахало）是滨海边疆区波扎尔斯基区的河流，长47公里，流域面积621平方公里，注入比金河，河流不能通航。

## 引用
1. ↑  . 国家水登记处.   [2024-08-18]. （原始内容存档于2024-08-18） （俄语）.
2. ↑  А·П·穆拉诺夫. . 列宁格勒: 气象出版社. 1966 （俄语）.
3. ↑  . 列宁格勒: 气象出版社 （俄语）.
4. ↑  Т·А·基谢尔科瓦娅. . 列宁格勒: 气象出版社. 1977 （俄语）.